# Шевченко Фаїна Василівна
Фаїна Василівна Шевченко (рос. Фаина Васильевна Шевченко, 17 липня 1893, Воронеж, Російська імперія — 10 травня 1971, Москва, Радянський Союз) — російська та радянська актриса театру та кіно, народна артистка СРСР (1948) та лауреат декількох великих державних нагород СРСР (включаючи орден Леніна, 1938) і двічі лауреат Сталінської премії (1943, 1946).

## Біографія
Одна з провідних актрис Московського художнього театру (1914–1959 роки). Найбільше запам'яталася ролями у виставах Олександра Островського, в тому числі «Досить дурості в кожному мудрому» (1920 рік), «Палке серце» (1926 рік), «Буря» (1934 рік), «Остання жертва» (1944 рік) та «Ліс» (1948 рік), а також Максим Горький (На дні, 1916 рік).
Грала у семи фільмах, серед яких Давид Гурамішвілі (1946 рік), Композитор Глінка (1952 рік) та Нижні глибини (1952 рік).
Говорили, що вона є улюбленою моделлю художника Бориса Кустодієва, і у 21-річна віці оголеною позувала під час написання картини «Краса». Ця зухвала витівка спричинила скандал і мало не коштувала Шевченко місця в трупі.